# Ignacy Łyskowski
Ignacy Łyskowski (ur. 12 września 1820 w Mileszewach, zm. 1886 w Poznaniu) – dziennikarz, polski działacz narodowy, oświatowy, gospodarczy i polityczny na Pomorzu, a także poseł na sejm pruski.

## Życiorys
Urodził się 12 IX 1820 w Mileszewach w powiecie brodnickim. Był synem Konstantego Łyskowskiego, deputowanego ziemstwa kredytowego i Anny Rutkowskiej. Pochodził z częściowo zgermanizowanej polskiej rodziny szlacheckiej herbu Doliwa. Przeszedł edukację domową, a następnie uczył się w Gimnazjum Katolickim w Chojnicach i w gimnazjum w Chełmnie. Nie było tam nauki języka polskiego, dyrektor gimnazjum w Chojnicach zezwolił jedynie na udzielanie prywatnych lekcji z tego przedmiotu.  Studiował teologię na uniwersytecie we Fryburgu, następnie był studentem w Bonn i Wrocławiu.  W międzyczasie podróżował po Europie, przebywał we Włoszech i  w Szwajcarii. Nie tylko zwiedzał tam zabytki i podziwiał przyrodę, ale spotykał się też z polskimi emigrantami.  
W 1848 roku reprezentował w parlamencie frankfurckim polską ludność na Pomorzu, gdzie protestował przeciwko ogłoszeniu Pomorza Gdańskiego częścią Rzeszy Niemieckiej. W 1866 był posłem na sejm pruski; a od 1881 r. do parlamentu niemieckiego. W 1867 roku I. Łyskowski wspólnie z Teodorem Donimirskim i Mieczysławem Łyskowskim powołał instytucję, której celem było organizowanie corocznych sejmików gospodarczych. Po dwu latach z Teodorem Donimirskim założył w Toruniu Towarzystwo ku Wspieraniu Moralnych Interesów Ludności Polskiej pod Panowaniem Pruskim. Towarzystwo upowszechniało polską książkę, organizując czytelnie i biblioteki. W grudniu 1871 w sejmie pruskim wystąpił z petycją o równe prawa dla języka polskiego w szkołach i w życiu publicznym. Te żądania ponawiał wielokrotnie w kolejnych latach. Jego interpelacje odniosły częściowy sukces: we wrześniu 1879 roku pruski minister oświaty wydał zezwolenie na nauczanie języka polskiego jako języka nadobowiązkowego w gimnazjum w Brodnicy.
Z inicjatywy Zygmunta Działowskiego z Mgowa w Toruniu w roku 1875 powstało Towarzystwo Naukowe. Ignacy Łyskowski został jego pierwszym prezesem.
Został pochowany w krypcie kościoła parafialnego w Lembargu.

## Publicystyka
W latach 1848–1850 z inicjatywy Łyskowskiego w Chełmnie wychodziło pierwsze polskie czasopismo na Pomorzu „Szkółka Narodowa”. Utwory publicystyczne Łyskowskiego drukowano także w „Nadwiślaninie” oraz „Gazecie Olsztyńskiej”.

## Upamiętnienie
Jego imię nadano ulicy w Toruniu (dzielnica Rubinkowo), w Szczecinie (dzielnica Grabowo), a także w Brodnicy, Grudziądzu, Gdyni. Jest także patronem Biblioteki Publicznej w Brodnicy oraz Zespołu Szkół CKP w Grubnie. 12 września 2020 w dwusetną rocznicę urodzin w centrum wsi w Mileszewach, gdzie Ignacy Łyskowski się urodził i spędził całe życie, została odsłonięta pamiątkowa tablica na kamiennym obelisku. Sejm Rzeczypospolitej Polskiej Uchwałą z dnia 7 października 2020 upamiętnił Ignacego Łyskowskiego w 200. rocznicę urodzin. Dnia 29.04.2021 Rada Miasta i Gminy Jabłonowo Pomorskie podjęła uchwałę o nadaniu imienia Ignacego Łyskowskiego Szkole Podstawowej w Góralach.

## Publikacje
- „Poezje”,[13]
- „Książeczka dla ludu polskiego zawierająca w sobie różne rzeczy dla nauki i zabawy”,
- „Gospodarz” (mała encyklopedia rolnicza),[14]
- „Pieśni gminne i przysłowia ludu polskiego w Prusach Zachodnich”,[15]
- „Kalendarz gospodarczy kieszonkowy na rok 1857”
- „Trzy nauki gospodarskie”[16]
- „Elementarz polski”.